# Simi Garewal
Simi Garewal (Ludhiana, 17 ottobre 1947) è un'attrice, regista e conduttrice televisiva indiana.

## Filmografia parziale

### Cinema
Attrice
- Do Badan, regia di Raj Khosla (1966)
- Saathi, regia di C. V. Sridhar (1968)
- Mera Naam Joker, regia di Raj Kapoor (1970)
- Aranyer Din Ratri, regia di Satyajit Ray (1970)
- Siddhartha, regia di Conrad Rooks (1972)
- Karz, regia di Subhash Ghai (1980)

Regista e attrice
- Rukhsat (1988)

### Televisione
- Rendezvous with Simi Garewal (1997)

## Premi
- Filmfare Awards
  - 1966: "Best Supporting Actress"
  - 1968: "Best Supporting Actress"
- Screen Awards
  - 1999: "Best Talk Show & Best Anchor"
- Indian Television Academy Awards
  - 2003: "Best Anchor"